# Henri-Pierre Jeudy
Henri-Pierre Jeudy, nascido em 13 de março de 1945 em Paris, é um filósofo, sociólogo e escritor francês.
A pesquisa de Henri-Pierre Jeudy foca o medo e o pânico (1980-1985); sobre os meios de comunicação e os artifícios de comunicação (1985-1990); memórias coletivas, o patrimônio e as catástrofes; Desenho Urbano. Ele também trabalhou especialmente em crônica e rumore ; privacidade e espaço público; exibicionismo cultural.

## Obras
- La mort du sens. Mame. Paris 1973
- La publicité et son enjeu social. P.U.F. Collection "le sociologue". Paris
- La peur et les media. P.U.F Collection "Politique éclatée". Paris 1980
- La panique. Galilée. Paris 1981
- Imaginaires de l'insécurité. (en collaboration avec R. Dulong et W. Ackermann).  Librairie des Méridiens. Collection Réponses Sociologiques. Paris 1983
- Parodies de l'auto-destruction. Librairie des Méridiens. 	Paris 1985
- Mémoires du social. P.U.F.Collect "Sociologie d'aujourd'hui". Paris 1986. (Memórias do social)
- Les ruses de la communication. Plon 1989. Réédition Circé/poche
- Patrimoines en folie. M.S.H  Sous la direction de. 1990
- Le désir de catastrophe, Aubier, 1990
- La société du trop-plein, Eshel, 1991, Collection  "Virulences".
- Eloge de l'arbitraire, P.U.F, 1993
- La communication sans objet (La lettre volée, )1994
- L'ironie de la communication (La lettre volée) 1995
- Sciences sociales et démocratie (Circé/poche) 1997
- Courir la ville (Editions de la Villette, 1997)
- Le corps comme objet d'art (Armand Colin) 1998
- L'irreprésentable (Sens et Tonka, 1999)
- Les usages sociaux de l'art (Circé, 1999)
- La machinerie patrimoniale (Sens et Tonka, 2001) (Espelho das cidades - parte 1)
- Le corps et ses stéréotypes  (Circé, 2001)
- Le deuil impossible (en collaboration avec  Patrick Baudry) (Eshel, 2001)
- Critique de l’esthétique urbaine (Sens et Tonka, 2003) (Espelho das cidades - parte 2)
- Fictions théoriques (Léo Scheer, 2003)
- La Chronique dans tous ses états  direction de l’ouvrage (Sens et Tonka, 2004)
- L’art de ne pas être grand-père (Circé, 2005)
- La culture en trompe-l’œil (La Lettre volée, 2006)
- La Reine Eupraxie, avec Emmanuel Tugny, (La Lettre volée, 2006)
- Un sociologue à la dérive (Sens et Tonka, 2006)
- L’absence de l’intimité (Circé, 2007)
- L'exposition des sentiments (Circé, 2008)
- Le Petit Traité de Scissiparité avec Maria Claudia Galera (Al Dante, 2010)
- Imaginaire contemporain de la grande guerre 14 18, avec Maria Claudia Galera (Châtelet Voltaire, 2013)

## Artigos
- Collaboration régulière à la revue "Musique en Jeu" (Le Seuil), jusqu'à la fin de la revue en 1979. Articles sur la sociologie de l'art, sur la sociologie de la musique. Confection et responsabilité d'un numéro spécial : la ville, la musique et les bruits (printemps 1976)
- Collaboration à la revue "L'homme et la Société" (Anthropos). Dans les années 73-75 : l'art les systèmes de communication, essais de néologie.
- Collaboration à la revue "Traverses" (Minuit), depuis 1976 jusqu'à la fin de la revue en 1991 : une vingtaine d'articles  sur le design, le fonctionnalisme, la voix, la bestialité, le hasard, le secret, la peur, l'épidémie...
- Préparation du numéro sur l'épidémie pour la revue      TRAVERSES : un texte de documentation et de réflexion publié sous le titre "DIAGONALES" présente un historique des phénomènes de contagion et des images sociales qu'ils suggèrent. Traverse n°32. Octobre 1984. pp. 1O8-129
- Participation à la revue "Actions et Recherches Sociales" (Editions Erés, sous la direction de M.Beauchard) : le post-social, pour une critique de la gestion des risques, le corps armé, mythes et idéologie sécuritaire
- Revue des Cahiers Internationaux de Sociologie :      l'échange à blanc (essai sur les sigles) 1977.
- Revue Temps Libre (Editions Economica): l'insécurité      équivoque, le propre et le sale, la marge. L'ensemble des articles publiés dans cette revue correspond à des séances du séminaire "Crise de l'urbain, futur de la ville".
- Revue Ethnologie Française, confection du numéro "le vertige des traces" (février 1994).
- Revue Lignes, collaboration à plusieurs numéros.

## Artigos em português ou espanhol
- "Equilíbrios Imaginários" in Comunicação e linguagens, n.° 10-11, março 1990, pp. 17-25, Lisboa.
- "Comemorar, um ato educativo?" in Revista Fórum, vol. 14, agosto 1990, Rio de Janeiro.
- "Estetica de la contaminacion del sentido" in Sub Rosa, 1, verano 1991.
- "O riso como prática social" in Psicologia e práticas sociais, 1993, Rio de Jeneiro.
- "Pesquisador dos mediáticos" in Midias e violência urbana, FAPERJ, Rio de Janeiro.